# Лайон, Натаниэль
Натаниэль Лайон (англ. Nathaniel Lyon; 14 июля 1818 — 10 августа 1861) — американский военачальник, известный своими действиями в штате Миссури в начале конфликта, первый генерал федеральных войск, погибший во время Гражданской войны в Америке.
Лайон является спорной фигурой в американской истории. Некоторые положительно оценивают его быстрые и жесткие действия как защитника целостности Союза, направленные на остановление процесса отделения штата Миссури, другие ставят под вопрос его незначительное влияние и его роль в событиях, таких как дело о лагере Джексон (Camp Jackson Affair), которое воодушевило многих жителей штата Миссури поддержать процесс отделения от США.

## Ранние годы и начало карьеры
Лайон родился на ферме в Ашфорде, штат Коннектикут, в семье Амасы и Кезии Ноултон Лайон (Amasa and Kezia Knowlton Lyon). В детстве он возненавидел занятие фермерством. Его предки сражались во время Войны за независимость США и Натаниэль принял решение последовать их примеру. В 1837 он поступил в Военную академию США в Вест-Пойнте, которую окончил 11-м по успеваемости из 52 кадетов выпуска 1841 года.
Получил назначение во 2-й пехотный полк США, принимал участие в Семинольских войнах и Американо-мексиканской войне 1846—1848. После войны получил чин первого лейтенанта за «отменную храбрость при захвате вражеской артиллерии» во время сражения за Мехико и был отмечен временным повышением в звании до капитана за сражения при Контрерасе и Чурубуско. Затем служил в приграничных частях, принимал участие в 1850 в резне индейцев в Клир Лейк в Калифорнии (так называемая резня Кровавого острова (Bloody Island Massacre)). После перевода в Форт Райли, штат Канзас, Лайон стал верным приверженцем аболиционистов и республиканцев (имел связи с известными радикальными республиканцами) во время пограничных войн, известных как Blooddy Kansas. В январе 1861 года он написал о сецессионном кризисе «Больше нет необходимости обращаться к здравому смыслу, пришло время взяться за меч».

## Арсенал Сент-Луиса

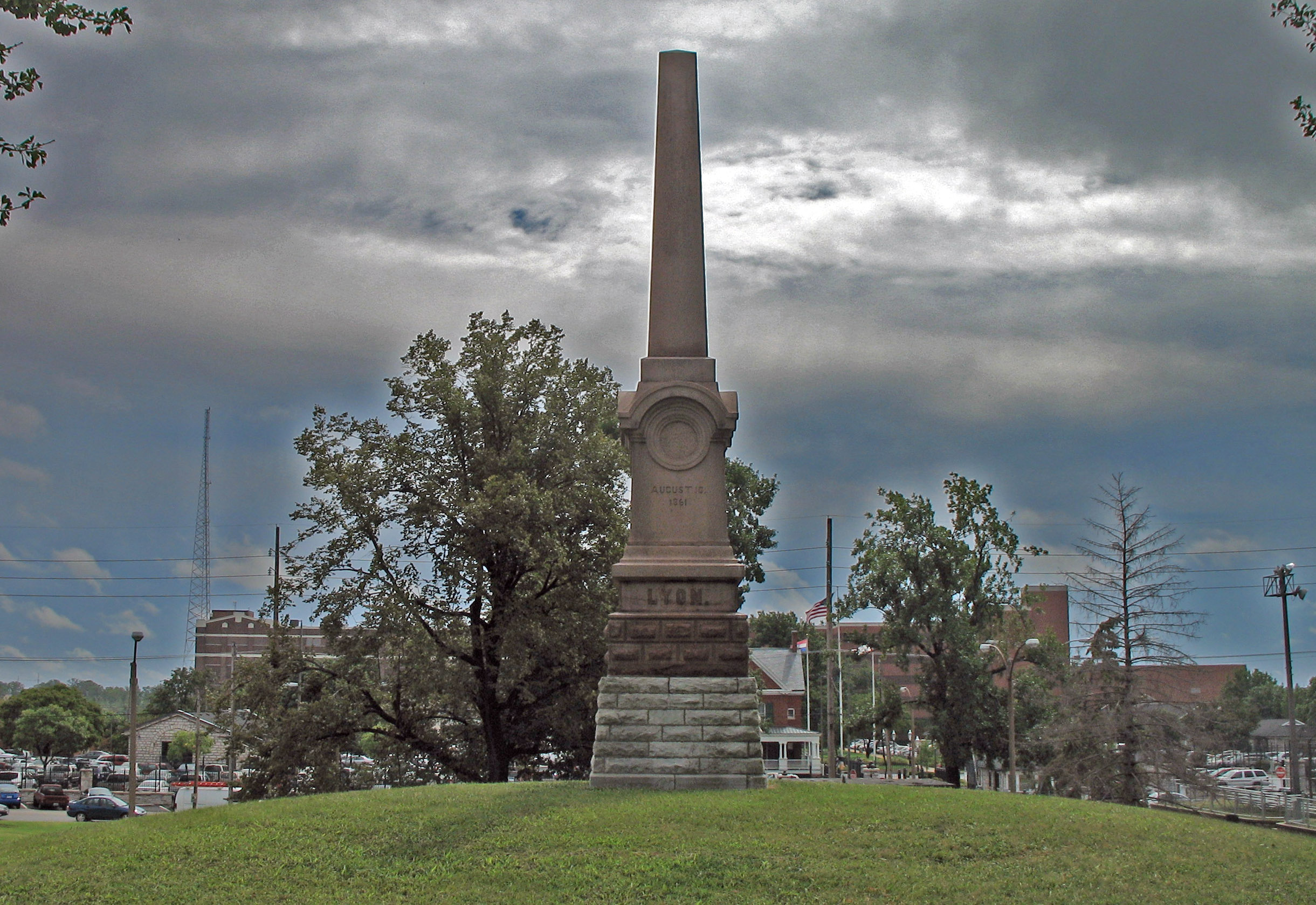
Монумент в честь генерала Натаниэля Лайона перед зданием арсенала в Сент Луисе

В марте 1861 Лайон прибыл в Сент-Луис и вступил в командование ротой D во 2-м пехотном полку федеральных войск. В то время население и администрация штата Миссури занимали нейтральную позицию в разногласиях Севера и Юга, но губернатор штата Клейборн Джексон был явным приверженцем Юга, как и многие члены законодательного собрания штата. Лайон беспокоился о том, что Джексон имел намерение захватить федеральный арсенал в Сент-Луисе, если штат официально провозгласит выход из состава США. Его также тревожило то, что армия США не имела в регионе достаточно сил для предотвращения захвата. Он пытался укрепить оборону арсенала, но встретил противодействие со стороны вышестоящего начальства, в том числе бригадного генерала Уильяма Харни, командующего войсками Западного округа (Department of the West). Лайон использовал свой дружеские отношения с Френсисом Блэром-младшим, чтобы самому стать начальником арсенала. После начала войны и призыва президента Линкольна к усмирению Конфедерации, в Миссури заявили о необходимости присылки в штат 4 полков. Но губернатор Джексон отказался от этой просьбы и приказал гвардии штата провести сборы близ Сент-Луиса с целью проведения учений для подготовки к обороне.
Сам Лайон принимал участие в St. Louis Wide Awakes, проправительственной военизированной организации, которую он планировал вооружить из запасов арсенала и влить в ряды федеральной армии. Став начальником арсенала, Лайон тайно вооружил членов Wide Awakes. Большую часть вооружения была тайно перевезена из арсенала в Иллинойс. Лайон был осведомлен о секретной операции, во время которой южане доставили захваченную артиллерию из федерального арсенала в Батон-Руже в лагерь ополчения штата в Сент-Луисе. Лайон якобы переоделся в женскую одежду с целью проникновения в лагерь гвардии штата и потом заявлял, что он раскрыл план губернатора Джексона по захвату арсенала. 10 мая начальник арсенала направил добровольческие полки Миссури и 2-й пехотный полк федеральных войск с целью окружить лагерь бунтовщиков и принудить их к сдаче, что и было исполнено. Во время прохождения колонны пленных бунтовщиков по улицам Сент-Луиса к арсеналу, в городе начались мятежи. Они были следствием инцидента в лагере Джексон, во время которого 10 мая 1861 года войска Лайона открыли огонь по толпе гражданских, в результате чего было убито 28 и ранено по меньшей мере 75 человек. Два солдата федеральных войск и три солдата войск ополчения штата было убито, несколько ранено. Некоторые свидетели утверждали, что это было дело рук пьяных бунтовщиков-провокаторов. Несмотря на это, Лайон был произведен в бригадные генералы и получил командование над федеральными войсками в Миссури. 2 июля 1861 он был назначен командующим Армией Запада.

## Преследование Джексона
В июне после личной встречи с губернатором Джексоном в Сент-Луисе и тщетной попытки возобновить соглашение Харни (Harney), Лайон начал боевые действия против войск гвардии штата. Губернатор сначала перебрался в законодательное собрание штата в Джефферсон-Сити, а затем администрация штата переехала в Бунвилл. Лайон пересек Миссури и захватил Джефферсон-Сити 13 июня. Он продолжал преследование войск милиции и 17 июня разбил их сражении у Бунвилла (Battle of Boonville). Войска штата отступили на юго-запад. Лайон назначил новую администрацию штата, подконтрольную федеральному правительству и сместил главного прокурора штата (state’s attorney general) Дж. Проктора Нотта (J. Proctor Knott), юниониста, который занимал нейтральную позицию в конфликте. Для преследования бунтовщиков Лайон послал в действующие войска федералов подкрепления.

## Сражение при Уилсонс-Крик

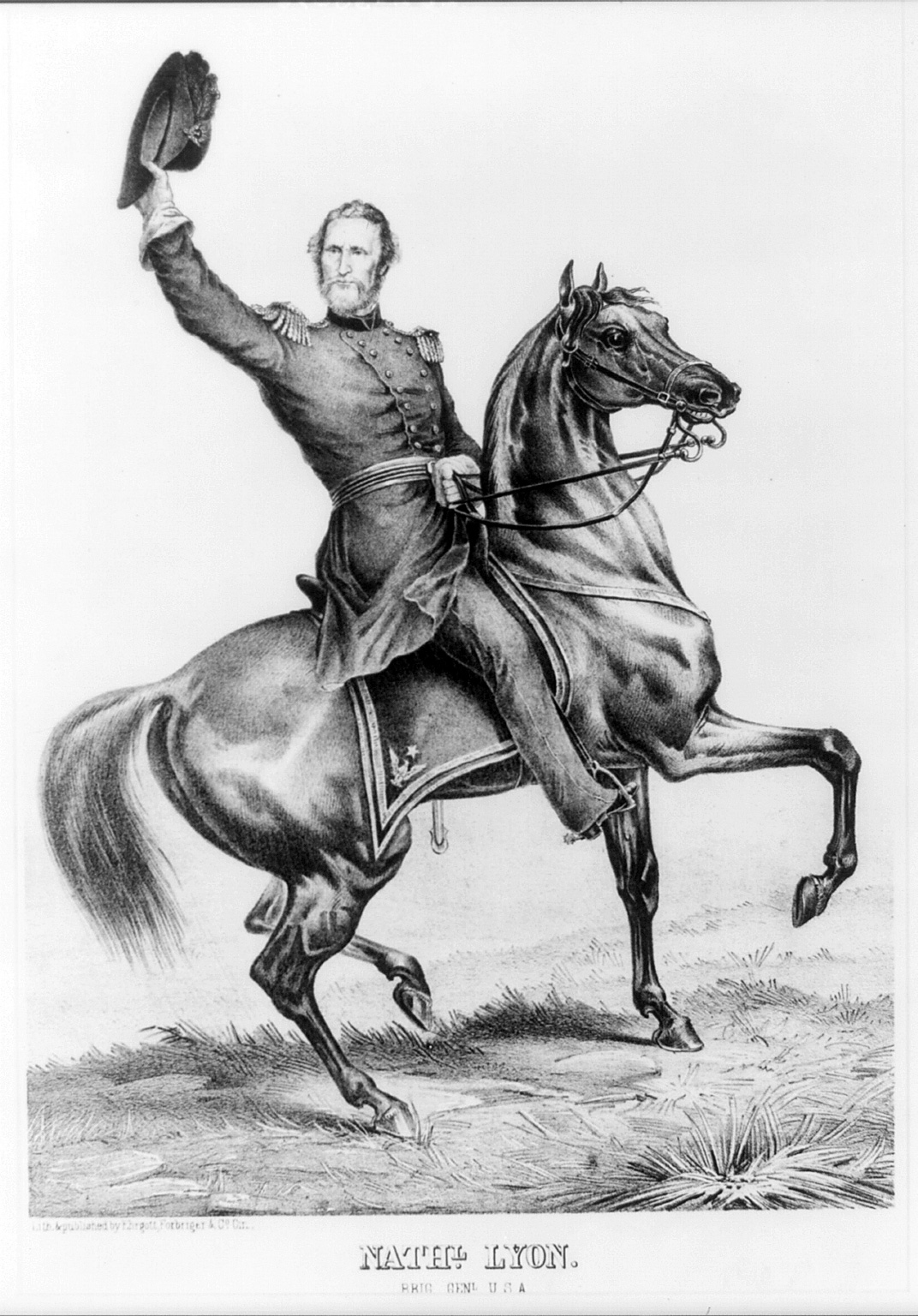
Натаниэль Лайон, литография, на которой предположительно изображен генерал во время сражения при Уилсонс-Крик

К 13 июля Лайон стоял лагерем у Спрингфилда в Миссури, имея под своим командованием 6000 человек. Гвардия штата Миссури под командованием генерала Стерлинга Прайса стояла в 75 милях к юго-западу от войск Лайона, в конце июля войска штата встретилась с войсками Конфедерации под командованием бригадного генерала Бенджамина Маккаллоха (Benjamin McCulloch). Общее число войск у южан теперь составило 12000 человек. На 31 июля планировалось атаковать Спрингфилд и наступать в северо-восточном направлении. Противоборствующие армии встретились на рассвете 10 августа в нескольких милях к югу от Спрингфилда у Уилсонс-Крик. Лайон, который уже дважды был ранен в сражениях, в этом бою получил тяжелые ранения в голову, ногу и грудь, и погиб, пытаясь сплотить сильно поредевшие ряды своих войск. Несмотря на то, что федералы были разбиты у Уилсонс-Крик, активные действия Лайона нейтрализовали действенность сторонников Юга в Миссури, что позволило армии Союза обезопасить штат.

## Судьба останков Лайона

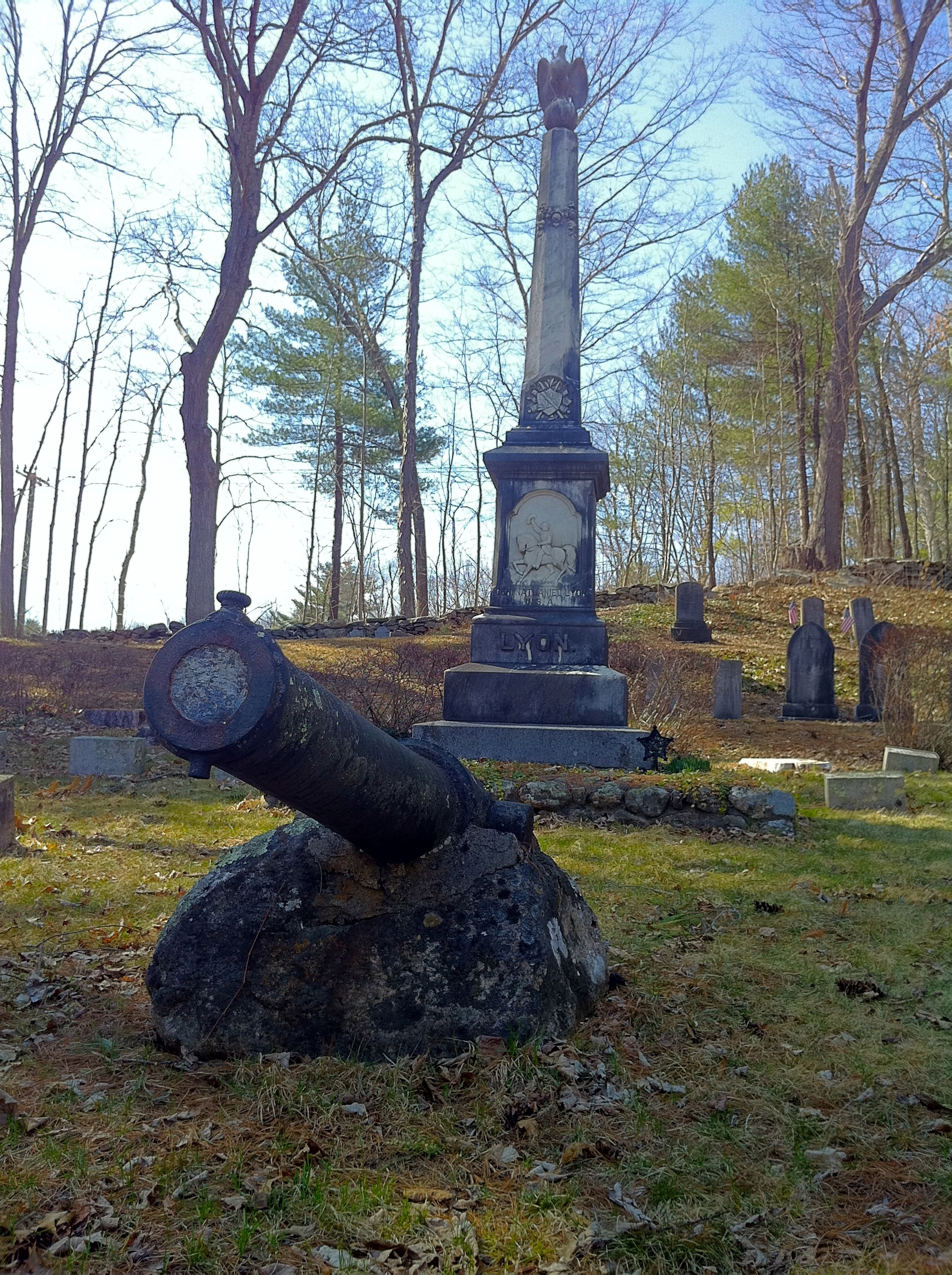
Могила генерала Лайона в Истфорде, Коннектикут

В результате беспорядочного отступления войск федералов после поражения при Уилсонс-Крик, тело генерала Лайона было оставлено на поле сражения и вскоре найдено южанами. Оно было временно захоронено на окраине Спрингфилда на месте захоронения погибших в сражении федеральных солдат, до того как оно могло бы быть передано родственникам генерала. В итоге останки Лайона были погребены на территории семейного поместья в Истфорд, Коннектикут. Процессию по перезахоронению посетило 15 000 человек. Памятник Лайону установлен на Спрингфилдском национальном кладбище в Миссури.